# قضية دريفوس
قضية دريفوس (بالفرنسية: L’affaire Dreyfus)‏ هي صراع اجتماعي وسياسي حدث في نهاية القرن التاسع عشر في عهد الجمهورية الفرنسية الثالثة. اتهم بالخيانة في هذه القضية النقيب ألفريد دريفوس، وهو فرنسي الجنسية يهودي الديانة. هزت هذه القضية المجتمع الفرنسي خلال اثني عشر عامًا من 1894 وحتى 1906 وقسمته إلى فريقين: المؤيدين لدريفوس مقتنعين ببراءته (الدريفوسيين les dreyfusards) والمعارضين له معتقدين أنه مذنب (les antidreyfus).

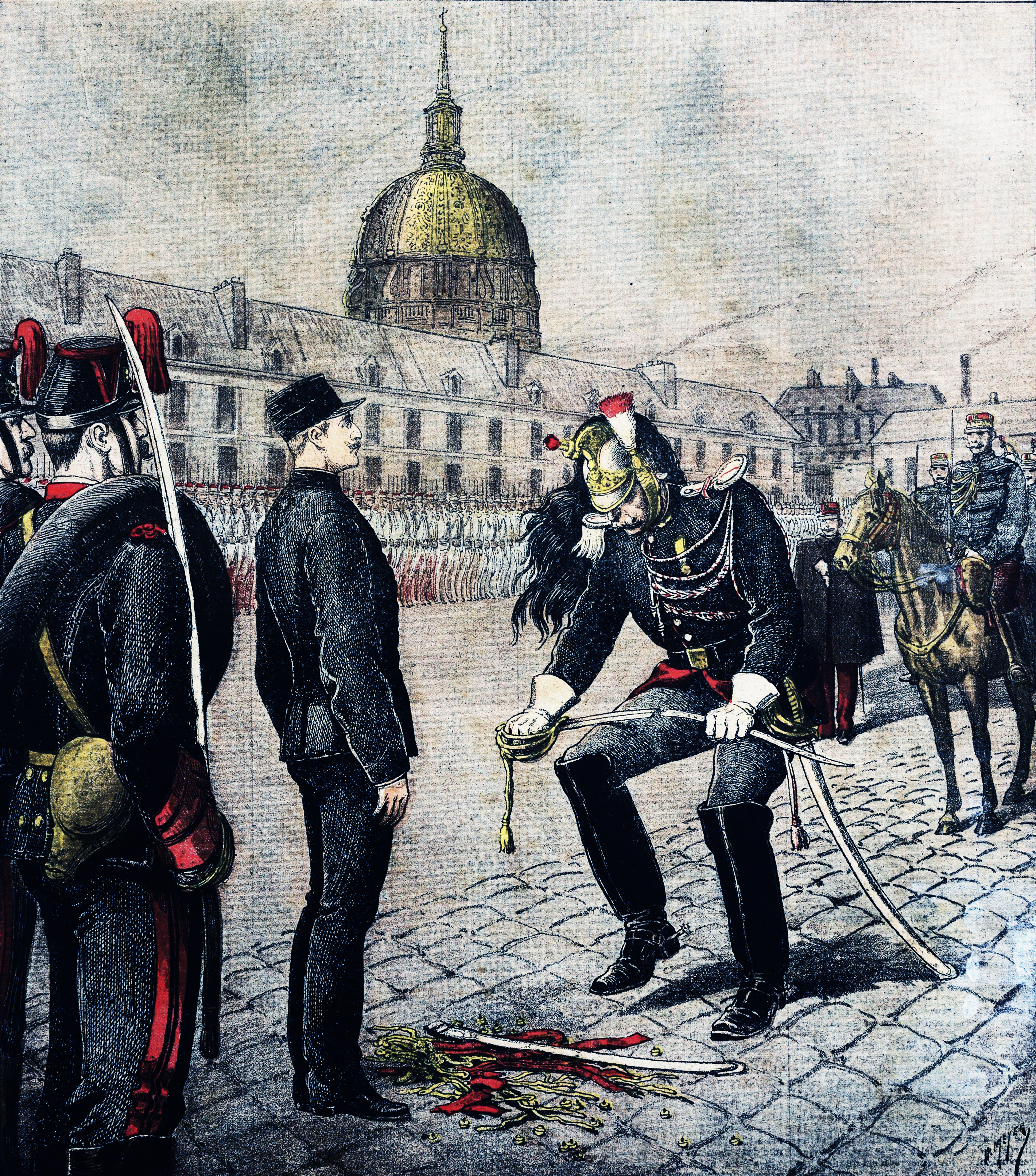
تجريد ألفريد دريفوس من رتبته في 5 يناير 1895، للرسام هنري مير

أُتهم النقيب دريفوس في نهاية 1894 بأنه أرسل ملفات فرنسية سرية إلى ألمانيا. ولكن هذا يعد خطأ قضائي حيث أن القضاء الفرنسي كان يُعرف بمعاداته للجاسوسية والسامية (اليهود) وقد أثبتت بعد ذلك براءة هذا النقيب. كان المجتمع الفرنسي في ذلك الوقت يعادي السامية ويكن كراهية للإمبراطورية الألمانية بعد ضم ألزاس ولورين إليها عام 1871.
في عام عام 1898 كشف اميل زولا عن هذه القضية ونشر مقالة له بعنوان «أنا اتهم..!» أدت إلى سلسلة غير مسبوقة من الأزمات السياسية والاجتماعية في فرنسا. كشفت قضية دريفوس عن الانقسامات المتواجدة بفرنسا بسبب تعارض كلا المؤيدين لقضية دريفوس والمعارضين لها مما خلف جدلاً عنيفاً بين القوميين والمعادين للسامية وكان للصحافة دور هام في نشر هذه الخلافات التي لم تنتهي إلا بعد صدور حكم من محكمة النقض يبرِّأ ويعيد تأهيل دريفوس.
بسبب ذلك أصبحت قضية دريفوس رمزاً للظلم في فرنسا وباسم مصلحة الوطن ظلت هذه القضية هي أكبر الأمثلة التي توضح الأخطاء القضائية (الصعب إصلاحها) والدور الكبير للصحافة والرأي العام.

## تلخيص قضية دريفوس

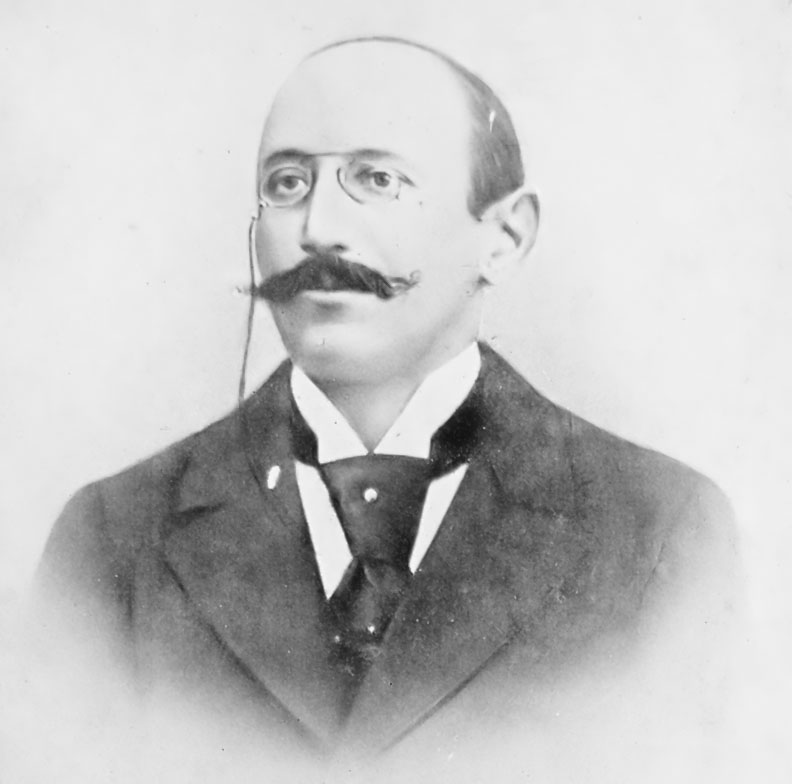
ألفريد دريفوس

في نهاية عام 1894، اتهم النقيب في الجيش الفرنسي ألفريد دريفوس اليهودي الأصل بأنه أرسل للجيش الألماني ملفات سرية، مما تسبب في الحكم عليه بالأشغال الشاقة ومن ثم نفيه إلى جزيرة الشيطان (بالفرنسية: l'île du Diable)‏. حاول بعض معارضي هذا الحكم ومنهم عائلة دريفوس ويتقدمهم أخوه ماثيو أن يثبتوا براءته. وفي مارس 1896 اكتشف الكولونيل جورج بيكار أن الخائن الحقيقي هو فرديناند ويلسون ايسترازي (Ferdinand Walsin Esterházy). ومع ذلك رفض الجيش إعادة النظر في الحكم ونُفي بيكار إلى شمال أفريقيا.
للفت الانتباه إلى ضعف الأدلة ضد دريفوس قامت أسرة دريفوس (خاصة ماثيو شقيق دريفوس) في يونيو عام1897 بالتواصل مع رئيس مجلس الشيوخ «أوغست شويور كيستينر» وأقنعه ببراءة النقيب دريفوس بعد ثلاثة أشهر وأيضا استطاع ماثيو اقناع جورج كليمانصو نائب سابق وصحفي بجريدة لورور الفرنسية. في نفس الشهر اشتكى«ماثيو دريفوس» ضد «ويلسون ايسترازي» إلى القاضي المختص بوزارة الحرب وقد أدى ذلك إلى اتساع دائرة مؤيدي دريفوس.

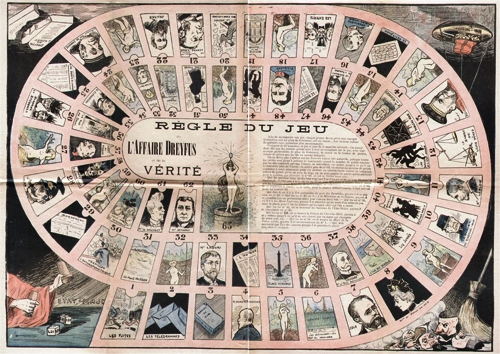
لعبة السلم والثعبان، لعبة قضية دريفوس والحقيقة.

و في يناير 1898 حدثت حادثتان أعطتا بعداً وطنيا للقضية: أولاً الحكم ببراءة «ويلسون ايسترازي» وصاحب ذلك هتاف من القوميون المعارضون لدريفوس، ثانيا نشر إميل زولا لمقالة بعنوان « أنا اتهم..!»، دافع بها عن مؤيدي دريفوس الذين يجمعون نخبة كبيرة من المثقفين. من هنا بدأت عملية انقسام المجتمع الفرنسي والتي استمرت حتى نهاية القرن. وقد اندلعت اشتباكات لمعاداة السامية في أكثر من عشرين مدينة فرنسية. وأصبح هناك العديد من الوفيات بالجزائر وبسبب هذه القضية اهتزت الجمهورية الفرنسية، حتى أن البعض رأوا أنها مهددة بالانقراض مما دفع إلى إنهاء قضية دريفوس من أجل استعادة الهدوء بالبلد مرة أخرى.
بالرغم من محاولات الجيش لقمع هذه القضية إلا أن الحكم الأول الذي يدين دريفوس تم ابطاله من قبل محكمة النقض بعد تحقيق شامل في القضية وتم عقد مجلس حرب جديد في رين عام 1899.
و على عكس جميع التوقعات أُدين النقيب دريفوس مرة أخرى لمدة عشر سنوات مع الأشغال الشاقة وبعد أربع سنوات من ترحيله عفا رئيس جمهورية فرنسا «ايميل لوبيه» عن دريفوس. في عام 1906 أصبحت براءة دريفوس معترف بها رسمياً ومن دون الاستناد إلى حكم محكمة النقض. أُعيد تأهيل الكابتن دريفوس في الجيش برتبة نقيب وشارك في الحرب العالمية الأولى. توفي النقيب دريفوس في عام 1935.
كانت لقضية دريفوس نتائج لا تحصى شملت جميع جوانب الحياة العامة في فرنسا كالجانب السياسي (الاحتفال بانتصار الجمهورية الفرنسية الثالثة حيث أن القضية أصبحت أسطورة. تأسست أثناء تجديد القومية) والجانب العسكري والديني (حيث بطئت القضية من إصلاح الكاثوليكية الفرنسية وتوحيد الكاثوليك) والجانب الاجتماعي والدبلوماسي والثقافي (خلال هذه القضية اشتق مصطلح مثقف).أيضاً كان لها تأثير على الحركة الصهيونية من خلال أحد مؤسسيها مثل ثيودور هرتزل ومظاهرات معاداة السامية التي اهتاجت المجتمعات اليهودية بأوروبا الوسطى والشرقية.

## مصطلحات يمكن الارتباك بها
تختلف المصطلحات في اللغة الفرنسية ما بين: dreyfusards, dreyfusiens et dreyfusistes.
- «Les dreyfusards»: هم أوائل المدافعين عن دريفوس، من دعمه منذ بداية القضية.
- «Les dreyfusistes»: هم من يفكرون أولاً في ما وراء القضية ويرون بها ضرورة لإعادة اتهام المجتمع والسياسة وعلى وجه الخصوص الجمهورية الفرنسية. (بعض ال dreyfusards يصبحون أحياناً dreyfusistes).
- «Les dreyfusiens»: لم يكن لهم ظهور إلا في ديسمبر 1898 عندما أصبحت المواجهات حادة بين المؤيدين لدريفوس والمعارضين له وعندما أثَّرت القضية في استقرار الجمهورية الفرنسية. فهم حتى وإن كان لديهم تعاطف مع ألفريد دريفوس إلا أنهم يريدون تصفية القضية لتهدئة الوضع بهدف انقاذ النظام البرلماني بفرنسا. فإنهم يريدون تسوية الخلافات بين الجانبين (المؤيدين والمعارضين)، فبفضل جهود الإعلام استطاعوا المطالبة بالهدوء (للطرفين) ففي 23 يناير 1899 قاموا بنشر مقالة بجريدة " le temps " بعنوان «نداء إلى الاتحاد». قاموا بتدعيم السياسة الليبرالية ل " Pierre Waldeck-Rousseau " ودعوا المجتمع إلى العلمانية.

## سياق قضية دريفوس

### السياق السياسي
في عام 1894 كان قد مضى على الجمهورية الفرنسية الثالثة أربعة وعشرين عاماً واجه خلالها النظام السياسي بفرنسا ثلاثة أزمات هم:(البولنجية (وهو مبدأ الجنرال بولنجه الذي أعلن معارضته للحكم القائم في فرنسا بين 1885 و1889). وفضيحة بانما عام 1892 وتهديدالاسلطوية في يونيو 1894). ولكن أدت هذه الأزمات إلى ترسيخ وتعزيز النظام السياسي بفرنسا. أجريت انتخابات بفرنسا في عام 1893 واضعة «المسألة الاجتماعية» للبلاد في عين الاعتبار واثبتت فوز الحكومة الجمهورية (حصلت على أقل بقليل من نصف المقاعد) على اليمين المحافظ وأيضاً على الحزب الراديكالي (حصل على 150 مقعد)و الحزب الاشتراكي (حصل على 50 مقعد).
تعارض المذهب الراديكالي والاشتراكي مع سياسة الحكومة الجمهورية (ذات الفكر اليساري) حيث أن الأخيرة كانت تتجه إلى السياسة الحمائية غير مبالية بالوضع الاجتماعي بفرنسا وأيضاً إلى كسر العُزلة الدولية عن طريق التحالف مع روسيا وتطوير الإمبراطورية.أدت هذه السياسة إلى عدم استقرار وزاري وكان بعض الجمهورين (من ينتمون إلى المذهب اليساري) ينضمون إلى المذهب الراديكالي، وبعض الأوراليون الليبراليون ينضمون إلى أنصار السلطة التشريعية وتعاقبت في هذه الفترة خمس حكومات من 1893 إلى 1896.هذه الحكومات المُتغيرة أدت إلى عدم الإستقرار الرئاسي للجمهورية، بداية من الرئيس سادي كارنو الذي اغتيل في 24 يونية 1894 وتبعه الرئيس «جون كايمير بيريه» الذي قدم استقالته في 15 يناير 1895 واستُبدل بالرئيس فيليكس فور الذي توفي في 16 فبراير 1899.
بعد فشل الحكومة الراديكالية برئاسة ليون بورجوا في 1896، تبعه «جول ميلين» مناصر مذهب الحمائية ثم جول فاري وكانت حكومته تعارض اليسارية وبعض الجمهورين (خاصة الاتحاد التقدمي) وكان دائماً يُدعم من اليمين. حاول جول فاري الحد من التوترات الدينية في المجتمع، كما حاول ارضاءالعمال بالمجتمع الفرنسي (صوت لصدور قانون يتحمل مسؤلية «حوادث العمل») واعتمد على مذهب الحمائية في الاقتصاد الفرنسي. في ظل هذه الحكومة الراسخة اندلعت قضية دريفوس.

### السياق العسكري
كانت هناك دائماً روح انتقامية من فرنسا لالمانيا خاصة من قبل الوطنيين المتعصبين، جاء ذلك نتيجة لهزيمة فرنسا في الحرب الفرنسية البروسية، ضم الزاس وموسيل إلى ألمانيا. تتزامن قضية دريفوس مع هذه الأحداث فكان عدد كبير من ممثلين قضية دريفوس من مدينة الزاس. تطلبت تحضيرات كبيرة للدخول في معركة أخرى مع ألمانيا مما أدى إلى توقيع فرنسا على اتفاقية تحالف في ما بينها وبين روسيا في 27 اغسطس 1892. 

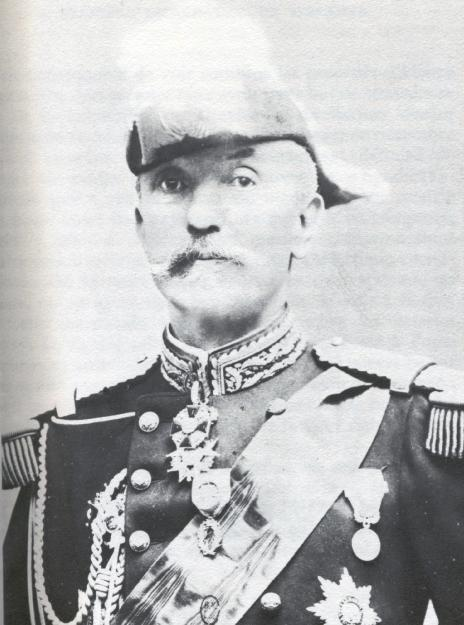
الجنرال راؤل لو موتو دو بواسدوفر صانع التحالف العسكري مع روسيا

انتعش الجيش الفرنسي بعد الهزيمة ولكنه لا يزال مؤلفا من ظباط لهم ميل للارستقراطية على الوجه الاجتماعي وللملكية على الوجه السياسي. حب الوطن واحتكار الجمهورية البرلمانية هما المبدئين الأساسين للجيش الفرنسي في هذه الفترة. عظمت الجمهورية من الجيش الفرنسي في حين أن الجيش الفرنسي لم يقدر الجمهورية. بعد حوالي عشر سنوات شهد الجيش الفرنسي تغير بهدف التجديد ونشر الديمقراطية. تنافس الضباط خريجين مدرسة البوليتكنيك في فرنسا مع ضباط الدرجة الأدنى منهم مما ولَّد المرارة والغيرة بينهم. كان يسود هذه الفترة في فرنسا «سباق التسلح» الذي يتركز على المعدات الثقيلة كالمدفعيات بشتى أنواعها. أُنشئ في أواخر القرن التاسع عشر منظمة الاستخبارت الحربية. وأُنشئ أيضاً عام 1971 قطاع الإحصائيات ولكنه لم يحتوي سوى على عدد قليل من الضباط والمدنيين وعين لرئاسته الملازم الأول الكولونيل المعادي السامية «جون سندير». كانت مهمته واضحة وهي استيعاد المعلومات المعطاة لعدو فرنسا وتسميمها بمعلومات خاطئة. دعم قطاع الإحصائيات من القضايا المحفوظة بمقر وزارة الخارجية ومن أهم النشطاء الدبلوماسيين «د/موريس بايلولوج».هيَّأ «سباق التسلح» محيط جاسوسي حاد لمواجهة الجاسوسية بفرنسا عام 1890.وأيضا من مهام هذا القطاع التجسس على السفارة الألمانية التي تقع بشارع «ليل» بباريس غاية في احباط كل المحاولات التي تهدف الي نقل المعلومات الهامة للعدو. وهناك طرق أخرى للجاسوسية كٳعلام الصحافة بقضايا بعينها ومن هنا تأتي مهمة الصحافة لحبها للقصص الغامضة الممتزجة بالقذارة. حكم على مسؤل الأرشيف «بوتونيت» عام 1890 لبيعه بعض الخطط العسكرية الخطيرة. طور دكتور «ماكسيمينيه فون تشوار تسكوبه» سياسة تسلل مؤثرة عام 1894. حقق قطاع الإحصائيات عام 1894 في واقعة تهريب خطط إدارية تخص مدينة نيس وموس عبر عميل يلقب من قبل الألمان والإيطاليين «دوبوا». هذا هو السياق العسكري الذي أُنشئت فيه قضية دريفوس.

### السياق الاجتماعي
بالنسبة للجانب الاجتماعي، كان هناك صعود للوطنيين ومعاديين السامية.هذا النمو لمعاديين السامية خاصة بعد نشر جريدة (فرنسا اليهودية) "la France juive"ل«ادوارد درومونت» في عام 1886 واصدر منها 150.000الف نسخة في عامها الأول، يتزامن مع ظهور الكليروسية. تصاعدت التوترات على صعيد جميع الطبقات في المجتمع وهذا نتيجة للدور المؤثر للصحافة وحرية الكتابة.لا يوجد معاداة للسامية في المؤسسات العسكرية ولكن هناك تمييز سري بين الضباط.يعمل الكابتن دريفوس بأحد هذه المؤسسات العسكرية. شهدت هذه الفترة مبارزات حادة، تؤدي أحيانا الي وفاة أحد المبارزين.دافع كثير من الصحافيين اليهود عن مقالاتهم المتهمة ب«الخيانة». من امثلة هؤلاء المبارزين بالقلم «الكابتن كريميوفوا» يهودي من الزاس وخريج مدرسة بوليتكنيك الذي يتقاتل دون نتيجة ضد «درومونت» ومن ثم ضد كاتب المقالات «لاماس» اما بالنسة للضابط اليهودي «الكابتن ماير» فقتل على يد الماركيز «دو مدريه» صديق «درومونت» في إحدى المبارزات.ولدت هذه المبارزات مشاعر كراهية كبيرة ضد الأوساط اليهودية بفرنسا الذين لا يمثلون سوى 80.000 فرد عام 1895 ,منهم 40.000 فردا بباريس و 45.000 فردا يهودي في الجزائر. إطلاق جريدة «العبارة الحرة» سمح ل«درومونت» بتوسيع دائرة اهتمامه لتشمل الطبقة الشعبية أيضا. انتشر مفهوم «معاداة السامية» لظهور عدة جرائد متناولين قضية معاداة السامية في الأوساط الكاثوليكية، ومن امثلة هذه الجرائد: "libre parole"و "L'Eclaire"و "le petit journal" "La Patrie "و "L'Intransigeant" و"La croix".
"

## أعمال جاسوسية
اتضحت أسباب قضية دريفوس منذ عام 1960 وأتبع ذللك عدة منازعات استمرت لحوالي قرن. ولكن الأسباب الباطنة تظل خفية حتى يومنا هذا أوضح عدد كبير من أبرز المؤرخين عدة افتراضات متعلقة بالقضية لكن جميعهم توصلوا إلى نتيجة واحدة، هي أن دريفوس برئ من أي جريمة أو جنحة.

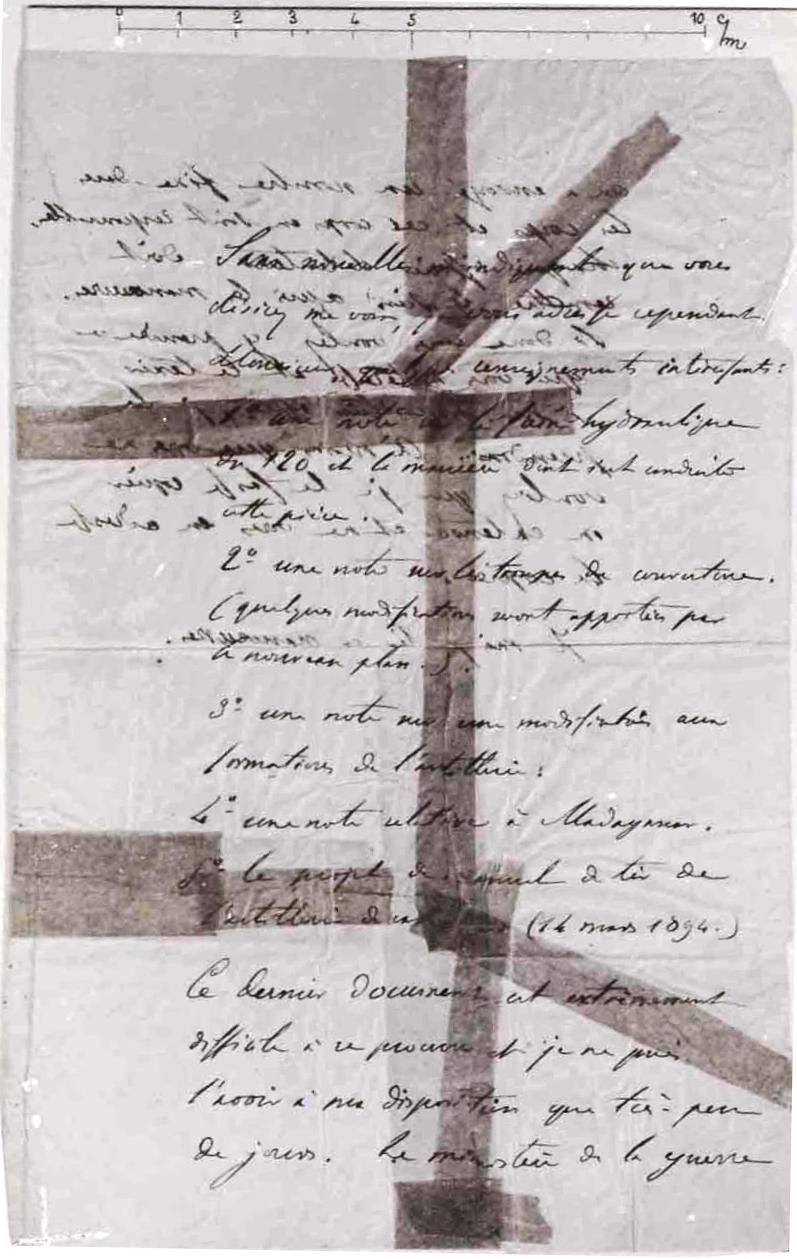
صورة للائحة عام 13 اكتوبر1894. اختفت النسخة الاصلية عام 1940

### اكتشاف اللائحة
أرسل مركز الاستعلامات العسكرية إى مركز مكافحة الجاسوسية رسالة سميت فيما بعد ب«اللائحة», تنقسم هذه الائحة اإي ستة أجزاء كبيرة,. مكتوبة على ورق رقيق جدا، ليس عليها توقيع ولا تاريخ. كانت سترسل إلى رئيس السفارة الألمانية «ماكس فون تشوارزكوبين». تحتوى هذه اللائحة على معلومات سرية للجيش الفرنسي كانت ستنقل إلى العدو (ألمانيا)

### البحث عن كاتب اللائحة
أعلم رئيس قطاع الإحصائيات هذه الواقعة لوزير الحرب «الجنرال اوغست ميرسي». إرتاب البوليس الفرنسي بعدة وقائع فرارا مُنذ بداية عام 1894. فسارع بالبحث عن الفارين. هُجٍم وزير الحرب بشدة من قِبل الصحافة لأنه غير كفء لذا حاول أن يتفاعل مع القضية ليرفع من صورته امام الناس. و عجل من اجراءات التحقيق في قضيتين. واحدة إدارية والأخرى قضائية. 

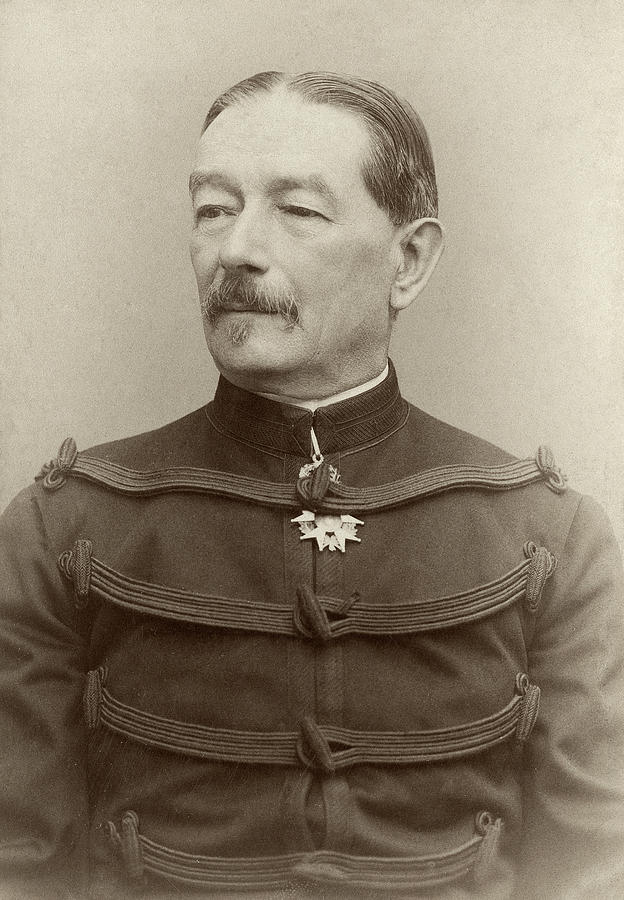
الجنرال اوغست ميرسي، وزير الحرب

 العثور على الجاني: كان المنطق بسيط يقتصر على البحث إلى آخر مشتبه فيه أو على موظف سابق في هيئة الأركان العامة. تم التعرف على الجاني وهو ألفريد دريفوس، المدفعي خريج مدرسة البوليتكنيك، يهودي الديانة من الأصل ألزاسي في بداية القضية، لم يكن التركيز على انتماء دريفوس الديني ولكن كان التركيز على اصله الألزاسي نظرا لمعرفتهم بألمانيا وثقافتها. بالرغم من أن هيئة الأركان العامة لم يكن بها معاداة للسامية إلا أن هذه القضية سرعان ما ملأت هذا الفراغ. خاصة وأن دريفوس هو الضابط اليهودي الوحيد الموجود بهيئة الأركان العامة. أدى فضول العاملين بالهيئة إلى تحويل بعض الحقائق العادية إلى افعال جاسوسية تدين دريفوس. في الحقيقة، أدت هذه الاقاويل إالى تكاثر الأخطاء وكذب الدولة. في هذا الوقت شاعت فلسفة وضعية (فلسفة أوغست كونت التي تكثر عنايتها على الظواهر والوقائع اليقينية، مهملة كل تفكيرتجريدي في الأسباب المطلقة).

### تحليل الخط

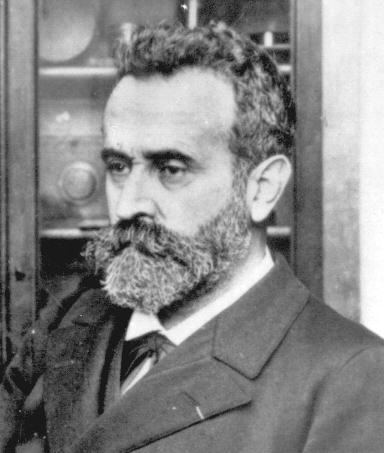
"الفونس بيرتيلون" ليس خبير بالخط ولكنه اخترع نظرية "التزوير"

لكي يوقعوا التهمة بدريفوس، لم تأتي هيئة الأركان العامة بخبراء لتحليل الخط وأدانوا دريفوس لتتطابق خطه مع خط اللائحة. زعم القائد «باتي دو كالم» بأنه خبير في تحليل الخطوط فقابل بين رسائل بخط دريفوس وخط اللائحة. وبعد يوم من عمله على تحليل الخطين، أكد إنه وبالرغم من وجود بعض الاختلافات إلا أن التطابق كافي لإدانة دريفوس. أعتبرت القضية قضية أمن دولة بعد اسبوع من إدانة دريفوس بسبب إعلام وزير الحرب كل سلطات الدولة بالقضية. بالرغم من النصائح والاعتراضات التي ابداها غابرييل هانوتو إلا أن السلطات لم تستجب واستمروا. بالقضية.
و من ثم عُين "دو باتي" ضابط الشرطة الرسمي المسؤول عن القضية. توالت المعلومات منذ ذلك الوقت، من ناحية معلومات تدل على شخصية ألفريد دريفوس ومن ناحية أخرى معلومات تؤكد الأدلة التي تدينه. بينما لم يقتنع الخبير "جوبير" بالأدلة مبيناً عدم التطابق بين الخطين (خط دريفوس وخط اللائحة). استدعى الجنرال "ميرسيه" ألفونس برتيلون" (مخترع الانثروبومترية القضائية) وهو ليس بخبير في تحليل الخطوط. ولكنه أكد كلام "جوبيه" باستبعاد ألفريد دريفوس عن القضية لوجود اختلافات كثيرة ولكن ضغط الجيش عليه حتى اضطر أن يؤكد تطابق خط دريفوس بخط اللائحة. بعد ذلك، طور" ألفونس برتيلون" نظريته عن " التزوير".

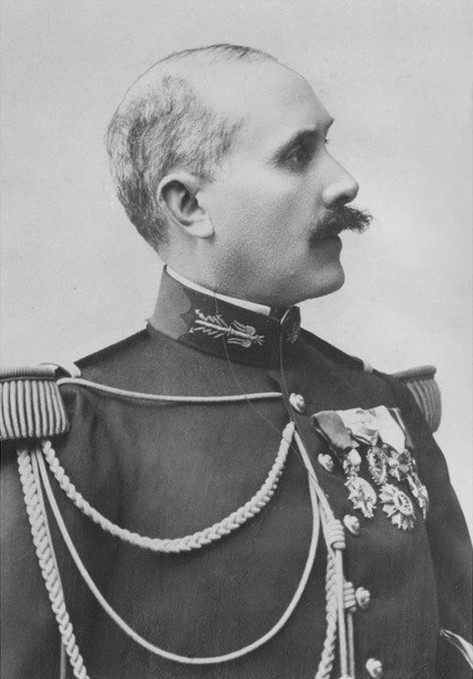
القائد "دو باتي" رئيس التحقيق، وهو من اعتقل ألفريد دريفوس.

### الاعتقال
تم استدعاء ألفريد دريفوس من قبل الجنرال«ميرسيه» بدون أي دليل ملموس وبالرغم من خِلو سجله من أي تجاوزات. هدف هيئة الأركان العامة هو الحصول على أفضل دليل يدين دريفوس وهو اعترافه بالواقعة. يتم الحصول على هذا الاعتراف على حين غرة بكتابة الجاني رسالة مستوحاه من اللائحة عن طريق الإملاء. في 15 أكتوبر 1894، حصلت هيئة الأركان العامة على الرسالة المُملاة لدريفوس. ولكنه لم يصدق على هذا الاعتراف قط. في يوم، وضع الجنرال «دو باتي» أمام دريفوس مسدسا وطلب منه أن يخلِص نفسه بالانتحار ولكن أبى دريفوس ذللك معلقا بأنه سيعيش حتى إثبات برأته. إتَهم الجنرال «دو باتيه» دريفوس بالتآمر مع الأعداء ليُحاكم أمام مجلس الحرب وبالفعل تم الأمر وسُجِن بسِجن باريس.

## التحقيق وأول محاكمة عسكرية
علمت زوجة ألفريد دريفوس بخبر اعتقاله بعد أن جائها شخصين وقاموا بتفتيش المنزل. وفُزعت عندما أمَرها «دو باتي» بكتم خبر اعتقال زوجها وشدد عليها بقوله لها «إذا بحتي بكلمة، كلمة واحدة، ستقوم الحرب الأوروبية !». أُودِع «ألفريد»، بشكل غير قانوني.، في سجن سري حيث كان يقوم «دو باتي» باستجوابه كل يوم ليلاً ونهاراً لكي يعترف ولكن كل محاولاتِه باءت بالفشل. من كان يَدعَم دريفوس معنوياً هو القائد «فورزينتي»، قائد السجون العسكرية بباريس، وكان مؤمِن ببراءة «دريفوس». في 29 أكتوبر، كُشِفَت القضية في جريدة «الكلمة الحرة» بقلم «إدوارد درومونت» المعادي للسامية. تمثل هذه المقالة بداية حملة صحفية عنيفة ستظل قائمة حتى نهاية مُحَاكمة «دريفوس». كَشَفت هذه القضية عن مُعَاداة المُجتمع الفَرنسي للسامية التي لن تَزول إلا بنهاية القضية نهائياً. في 1 نوفمبر، وجَه «ماثيو دريفوس» نداءَ عاجلاً الي باريس بعد إطلاعه على خبر اعتقال أخوه. تَزعم «ماثيو دريفوس» حرب الدفاع عن اخوه لتحريره وإثبات برأته فبحث عن أفضل المحامين وأبرزهم، ووكِل «إدجار ديمونش» للدفاع عن دريفوس في هذه القضية

### التحقيق
في 3 نوفمبر، رأى الجنرال «سوسيه» أن القائد «دو باتي» يتكبد عناء ضائع (أي بلا فائدة)، ولكن «سوسيه» وبالرغم من ذلك اعطى الأمر بالتحقيق في القضية على الرغم من أن لديه جميع الآليات لوقف التحقيق لكن ثقته في القضاء العسكري كبيرة. دَوّن «بيسون اورميشفيل»، المقرر من قِبل المحكمة العسكرية، في عريضة الدعوة عناصر «إتهام أخلاقية» تخص دريفوس أكثر من عناصر «إتهام مادية» تدينه. وأُخِذَ على دريفوس إيقانه لعِدة لغات وبالتحديد اللغة الألمانية وعدم وجود أدلة تدينه على اعتبار بأنه اخفى جميع الأدلة. دفع النقص الكامل للحيادة بقضية «إيميل زولا» بوصف القضاء العسكري بالتحيز ضد دريفوس. في 4 ديسمبر، اُعيد إرسال دريفوس إلى المحكمة العسكرية بملف فارغ. استطاع «دوماج» الوصول لملف القضية وكشف السر. بعد الإطلاع عليه وقرأته، تيقن محامي دريفوس من فراغ الملف من الأدلة الملموسة فالإتهام ليس مبني إلا على دليل غير مؤكد اختلف عليه كثير من الخبراء وهو تطابق الخط (خط دريقوس مع خط اللائحة).

### القضية: إما أن تكون سرية أو تشن الحرب!

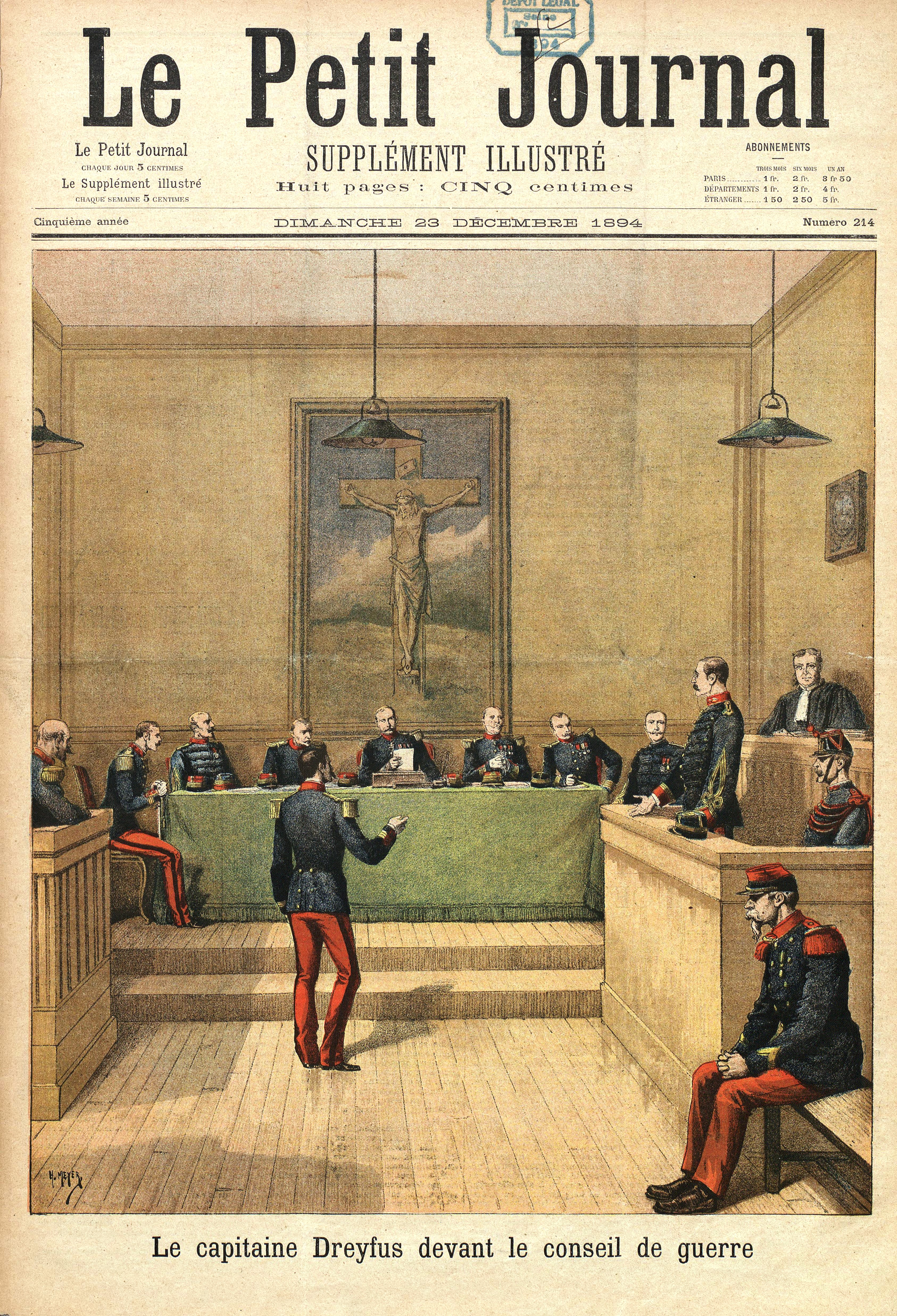
مقالة عن محاكمة دريفوس بجريدة "لو بوتي جورنال"، 23 ديسمبر 1894

اندلعت ثورة صحفية ضد دريفوس قبل المُحاكمة بشهرين.نشرت صحيفة «ليبر بارول» و«لوتوريتيه» و «لو جورنال» و«لو توه» كل الحقائق المزيفة عن ألفريد دريفوس واستغلت الصحافة الفرصة لشن حملة صحفية على الوجود اليهودي في الجيش الفرنسي وذللك باستخدامهم لعناوين متطرفة ك«الكلمة الحرة» و «الصليب» وذللك نوع من أنواع التأثير الغير مُباشر على حٌكم المحكمة. في 8 نوفمبر، ادان الجنرال «ميرسيه» في مُقابلة لجريدة «فيجارو» دريفوس واعلن انه مُذنب. في 29 نوفمبر، كتب «ارسومير» في جريدة «لو جولوا» ادان فيها التُهمة المُوجهة لدريفوس قائلاً:«أي حرية تبقى لمجلس حرب حَكم على هذا المُتهم؟».
من جهة أخرى تبارزت الأعمدة الصحفية عن طريق عدة نقاشات تدور حول مسألة سرية القضية. بالنسبة ل"رو"و"كاسانياك"""السرية هي لضمان إطلاق سراح دريفوس" بالنسبة اليهم لأن الوزير فاسد"، الدليل بأنه ينحني امام البروسيين وقبوله لنشر الصحافة لخبر اخفاق السفير الألماني بباريس. لكن هناك صُحف أخرى مثل "لإكلار" نشرت في 13 ديسمبر"أن السرية حتمية لتجنب الدخول في حرب" أما "جوديه" الصحفي بجريدة"لو بوتي جورنال" كتب أن"السرية هي ملجأ منيع لنا ضد ألمانيا، اما بالنسبة ل "شانوان" الصحفي بجريدة «الصليب» كتب "إنه يجب أن تكون السرية أكثر طلاقة".

### القضية: في الصحافة العربية
اهتم كل من رشيد رضا في العدد الأول من مجلة المنار سنة 1898 بقضية دريفوس وحاول ربطها اليهود والدفاع عنه. ثم جاء بعده عبد الرحمن الكواكبي في كتابه طبائع الاستبداد ومصارع الاستعباد لنقل بعض الأسطر عن قضية دريفوس ويسلط الضوء على الديمقراطية في فرنسا ونسبيتها.